# Жуковское (Свердловская область)
Жу́ковское — село в Туринском городском округе Свердловской области России.

## Географическое положение
Село Жуковское расположено в 43 километрах к западо-северо-западу от города Туринска (по автотрассе — 50 километров), на правом берегу реки Туры. В селе имеется понтонный мост Туру. Местные называют село сокращённо — Жук.

## История
В 1946—1956 годах село находилось в составе Ленского района. До 1959 года существовал Жуковский сельсовет, упразднённый решением Свердловского облисполкома от 10.04.1959 года  №218, а территория сельсовета была включена в состав Ленского сельского совета. В 1977 году селу Жуковскому был присвоен статус деревни в составе Ленского сельсовета Туринского района. Решением Свердловского облисполкома от 01.04.1977 №238-б фактически слившиеся населенные пункты д. Жуковское и д. Малая Неймышева объединены в д. Жуковское Ленского сельсовета.

### Христорождественская церковь
В 1802 году была построена каменная трёхпрестольная церковь. Церковь освящена в 1802 году в честь Рождества Христова. Левый придел был освящён в честь Воздвижения Креста Господня, правый придел во имя апостолов  Петра и Павла. Христорождественская церковь была закрыта в 1933 году, а после снесена.

## Население
| 2002 | 2010 | 2021 |
| ---- | ---- | ---- |
| 31   | ↘11  | ↘6   |